# 法蘭西體育場
法蘭西體育場（法語：Stade de France），位於法國首都巴黎市郊的圣但尼，是一個多種用途的大型運動場地，可容納8萬名觀眾。球場是為1998年世界盃足球賽而興建，1998年7月12日，法國在世界盃決賽以3-0擊敗巴西，在主場取得首次世界盃冠軍。2003年曾舉辦世界田徑錦標賽。
法蘭西體育場落成後，一直作為法國國家足球隊的主場，舉行包括世界盃外圍賽、歐洲國家盃外圍賽等賽事，同时也被用于举办每赛季的法国杯和法国联赛杯决赛，2006年和2022年亦被用作歐洲冠軍聯賽的決賽舉行場地，但球場並沒有被球會用作主場用途。而巴黎的主要球會，則採用巴黎市內的王子公園體育場作為主場。2016年6月10日及7月10日在該球場舉行了歐洲國家盃揭幕戰及決賽，為歐洲國家盃史上首個同時舉行揭幕戰及決賽的球場。
2024年，法蘭西體育場將作為2024年巴黎奧運的主場館，並舉行田径和橄榄球赛事以及闭幕式。体育场在2024年年初至奥运前不承办任何活动，以便为奥运做准备。

## 结构

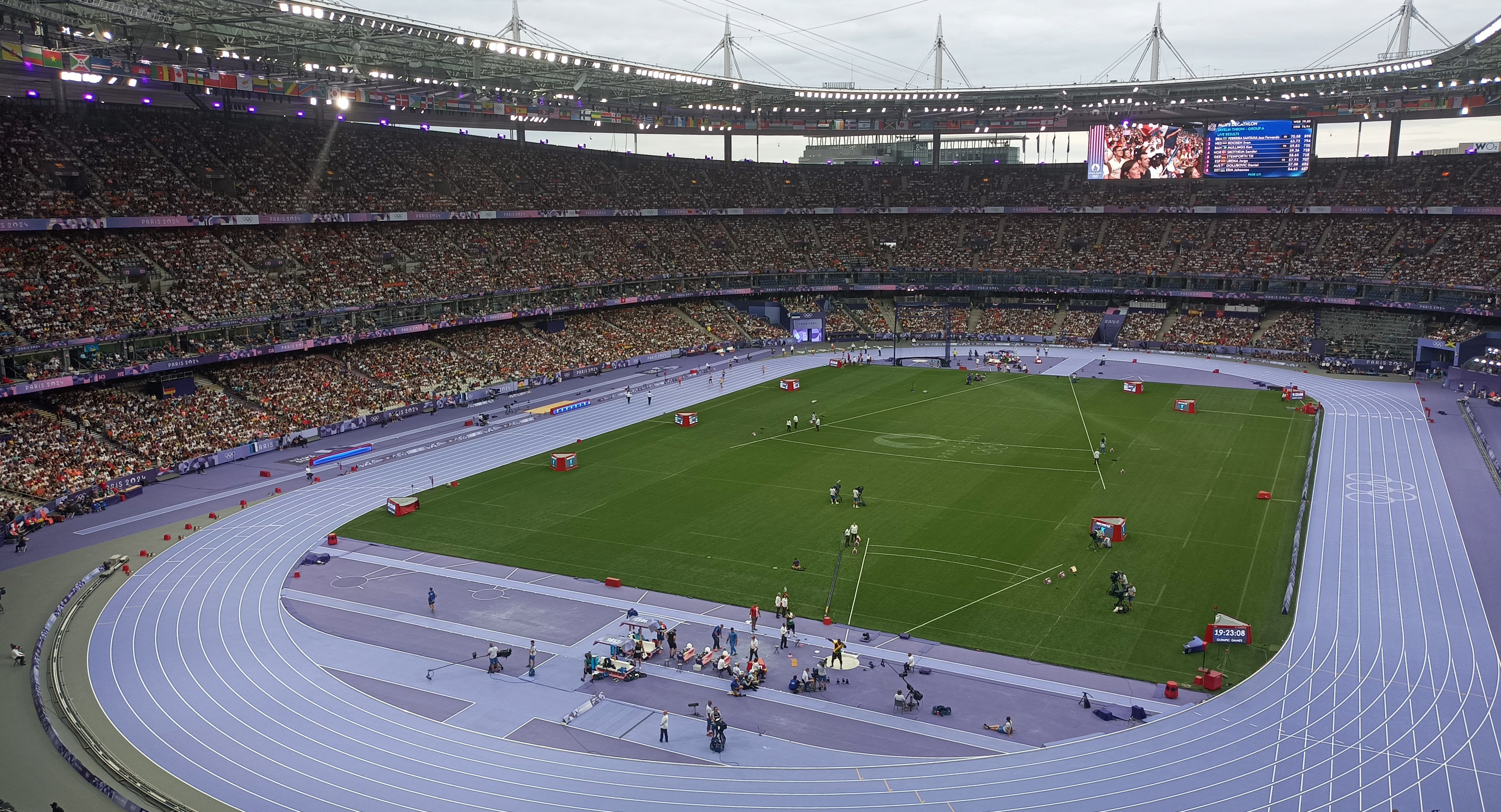
2024年巴黎奥运会期间的法兰西体育场内部

法兰西体育场拥有可伸缩看台，可以收缩以展露被盖住的部分田径跑道。  值得注意的是，该体育场的设计借助了人群模拟软件，以便准确观察其完全建成后的外观。 该设施还旨在吸引人们对横跨圣但尼、欧贝维利耶和圣旺市镇的圣但尼平原地区的兴趣并促进其发展。 主要目标是通过建造新的住宅和第三产业基地来改造该地区。

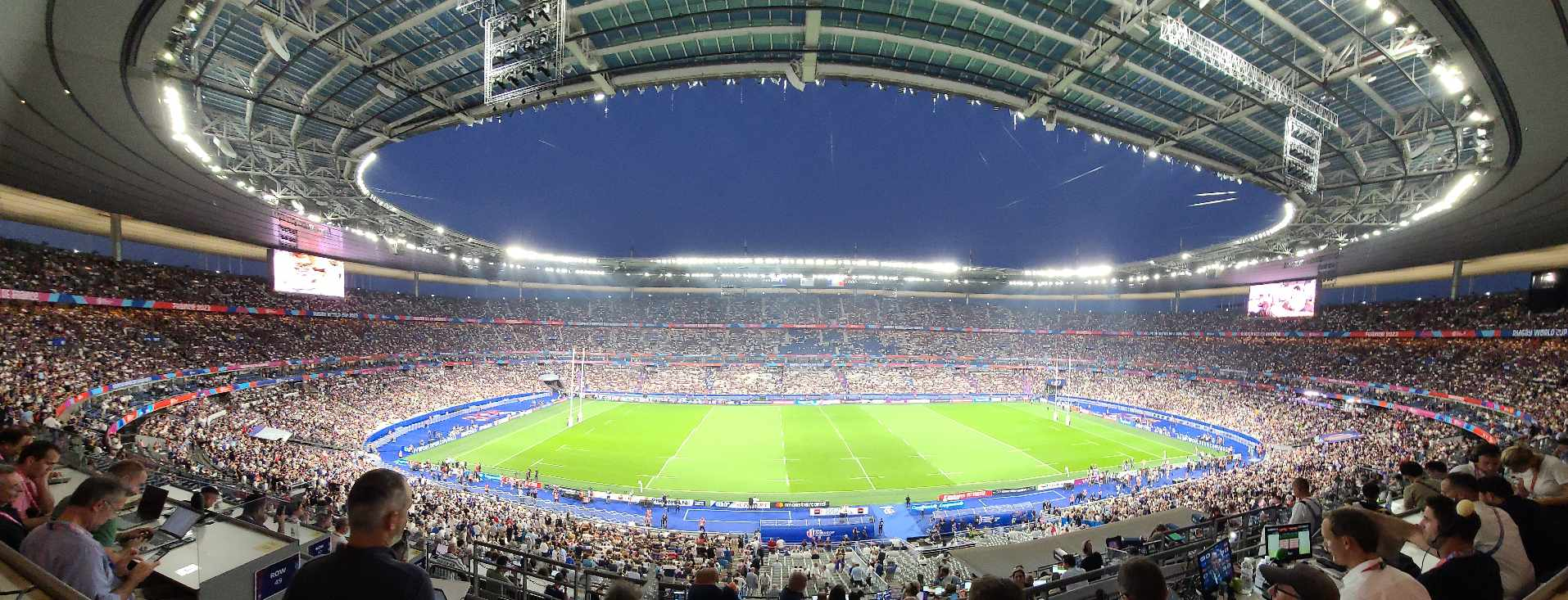
2023年橄榄球世界杯期间的法兰西体育场

2002年，国际桥梁与结构工程协会（IABSE）颁发了一个奖项，表彰该体育场独特的结构，称法兰西体育场展现了“一座具有吸引力的城市开放式建筑，优雅而轻盈”。
然而这座体育场没有建造任何地下加热。

### 顶棚

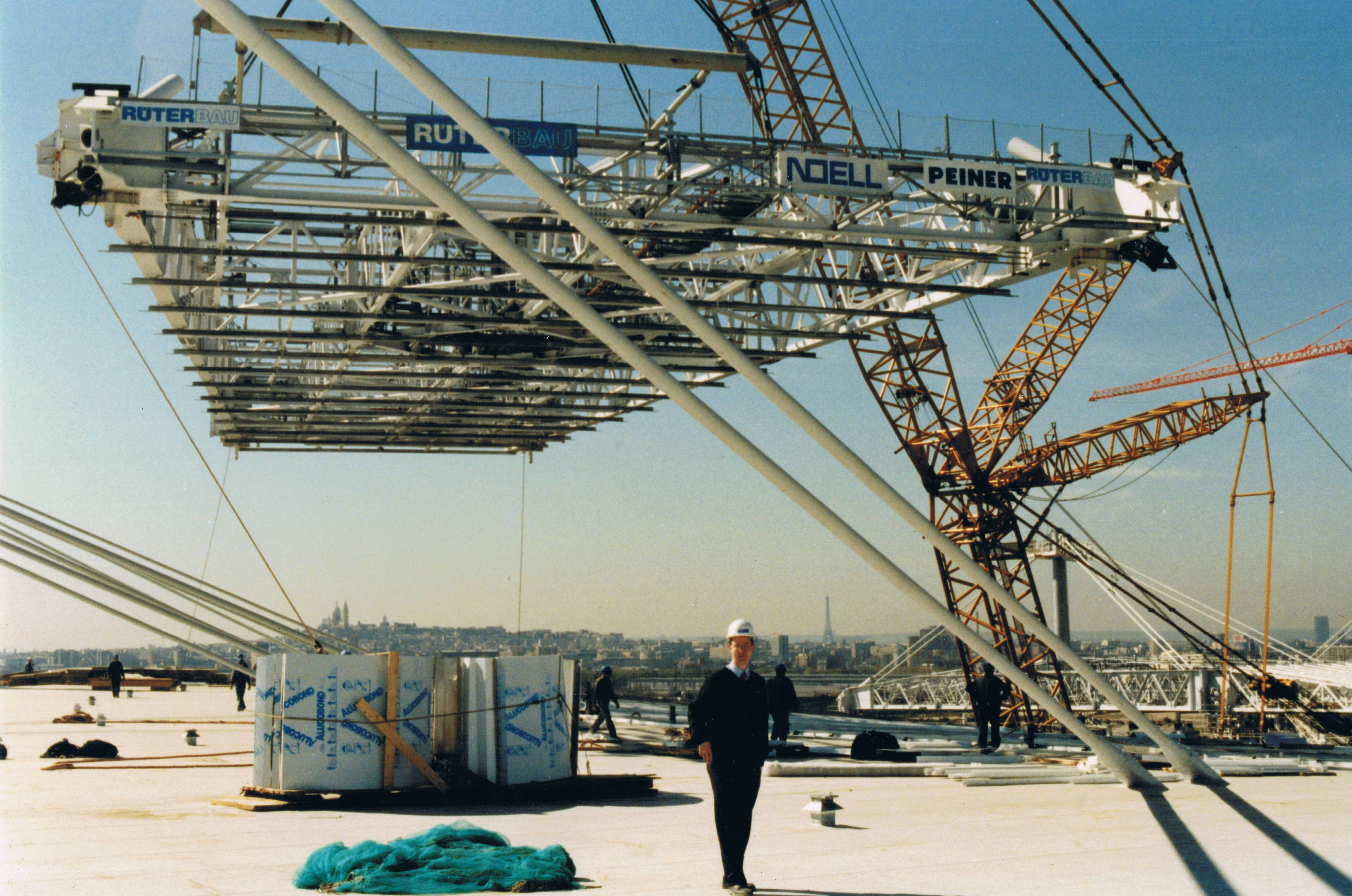
1997年，顶棚金属结构的最后一部分正在安装

体育场顶棚的造价超过4500万欧元。 其椭圆形象征着法国体育的普遍性。 它的面积达6公顷，重达13,000吨，被许多人认为是技术奇迹。 它的设计目的是在不覆盖比赛场地的情况下轻松保护80,000名观众。 所有照明和音响设备，包括550盏灯和36组5个扬声器，都安装在内部，以避免阻挡视线。 中间的有色玻璃减少了对比度，并分配自然光。 它过滤掉红色和红外线辐射，但允许蓝色和绿色光线通过，因为它们对草坪的健康生长至关重要。

## 内部设施

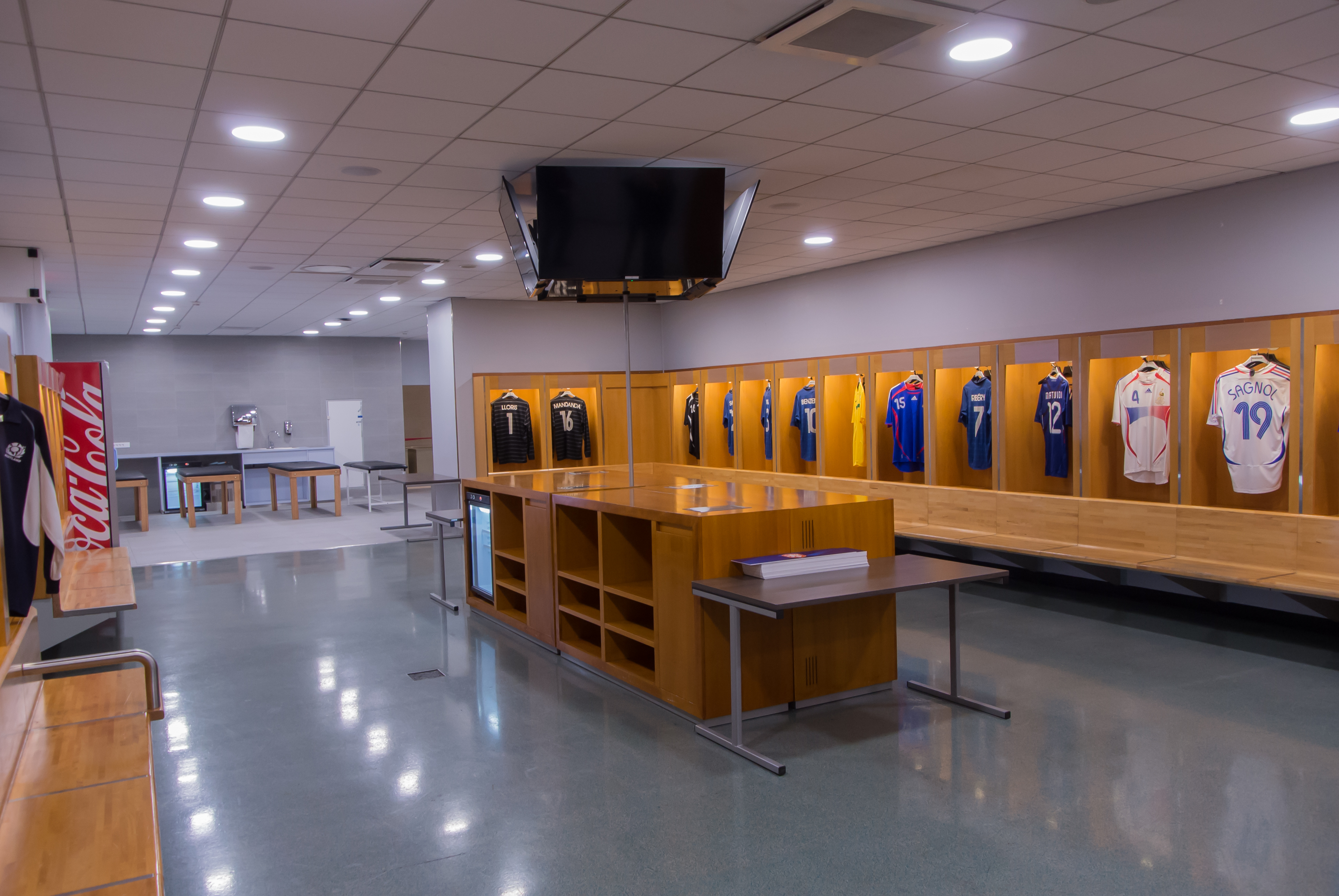
客队更衣室

### 看台
法兰西体育场是世界上最大的模块化体育场，共有三层看台。
最底层有 25,000 个座位。 从 1 层可以到达。 它可以部分伸缩。 为了露出跑道和跳远坑，后部看台降低 7.1 米，然后内部看台缩回 15 米到由此创造的空间中，由十个不同的部分承载，每个部分重达 700 吨。 然后，该层看台保留 22,000 个座位。 转换过程需要 40 人，持续 80 小时。
通往中间层的通道是 22 座桥梁，位于 3 层，集中了餐厅、娱乐区、商店和中央车站安检。
18 个楼梯通往位于 6 层的上层看台。
80,000 名观众可以在不到 15 分钟的时间内从门廊疏散完毕。

### 场地
比赛场地位于球场下方 11 米处，面积为 9,000 平方米（长 120 米，宽 75 米），草坪面积为 11,000 平方米。 1997 年，为了建造第一个球场，播撒了近 10 亿颗种子。 如今，草皮以 1.20 米 x 8 米的卷状出售。 更换草皮需要三天的准备时间和五天的安装时间。 根据舞台安排，更换工作每年进行数次。 与许多其他体育场不同，法兰西体育场在建造时没有安装地下供暖系统，因为该体育场建在一座旧煤气厂的旧址上， 人们担心这可能会引发爆炸。

### 巨型屏幕
作为其基础设施更新政策的一部分，法兰西体育场在 2006 年 9 月新增了两块大型屏幕。 新屏幕的表面积比 1998 年安装的旧屏幕增加了 58%。 新的巨型屏幕均由 4,423,680 个发光二极管组成。 与之前的屏幕相比，它们具有更快的响应时间和更高的亮度。

## 外部連結
- 官方網站
- Stade de France的X（前Twitter）（法文）

| 前任： · 玫瑰碗球場 · （ 美国洛杉磯）                   | 國際足協世界盃 決賽舉行場地 1998年 | 繼任： · 横滨国际综合竞技场 · （ 日本橫濱）             |
| 前任： · 魯營球場 · （ 西班牙巴塞隆納）                 | 欧洲冠军联赛 决赛场地 1999-2000年  | 繼任： · 聖西路球場 · （ 義大利米兰）                   |
| 前任： · 阿塔圖爾克奧林匹克體育場 · （ 土耳其伊斯坦堡） | 欧洲冠军联赛 决赛场地 2005-06年    | 繼任： · 雅典奧林匹克體育場 · （ 希腊雅典）             |
| 前任： · 奧林匹克國家綜合體育場 · （ 乌克兰基輔）       | 歐洲國家盃 决赛场地 2016年         | 繼任： · 温布利球场 · （ 英格兰倫敦）                   |
| 前任： · 火龍球場 · （ 葡萄牙波爾圖）                   | 欧洲冠军联赛 决赛场地 2021-22年    | 繼任： · 阿塔圖爾克奧林匹克體育場 · （ 土耳其伊斯坦堡） |